# Galina Yeniujina
Galina Yúrievna Yeniujina –en ruso, Галина Юрьевна Енюхина– (Krasnoyarsk, 1 de octubre de 1959) es una deportista rusa que compitió para la URSS en ciclismo en la modalidad de pista, especialista en las pruebas de velocidad individual y contrarreloj.
Ganó tres medallas en el Campeonato Mundial de Ciclismo en Pista entre los años 1989 y 1995.
Participó en los Juegos Olímpicos de Barcelona 1992, ocupando el quinto lugar en la prueba de velocidad individual.

## Medallero internacional
| Representando a la URSS |                    |                  |                      |
| Campeonato Mundial      |                    |                  |                      |
| Año                     | Lugar              | Medalla          | Competición          |
| 1989                    | Lyon ( Francia)    | Medalla de plata | Velocidad individual |
| Representando a Rusia   |                    |                  |                      |
| Campeonato Mundial      |                    |                  |                      |
| Año                     | Lugar              | Medalla          | Competición          |
| 1994                    | Palermo ( Italia)  | Medalla de oro   | Velocidad individual |
| 1995                    | Bogotá ( Colombia) | Medalla de plata | 500 m contrarreloj   |